# Люсьєн Фавр
Люсьє́н Фавр (нім. Lucien Favre, нар. 2 листопада 1957, Сен-Бартелемі) — швейцарський футболіст, що грав на позиції півзахисника. По завершенні ігрової кар'єри — футбольний тренер, головний тренер клубу «Ніцца».
Виступав, зокрема, за клуб «Серветт», а також національну збірну Швейцарії. Триразовий чемпіон Швейцарії (у тому числі двічі як тренер).

## Клубна кар'єра
Народився 2 листопада 1957 року в місті Сен-Бартелемі. Вихованець футбольної школи клубу «Лозанна». Дорослу футбольну кар'єру розпочав 1976 року в основній команді того ж клубу.
Згодом з 1979 по 1984 рік грав у складі команд клубів «Ксамакс», «Серветт» та «Тулуза».
У 1984 році повернувся до клубу «Серветт», за який відіграв ще 7 сезонів. Завершив професійну кар'єру футболіста виступами за команду «Серветт» у 1991 році.

## Виступи за збірну
У 1981 році дебютував в офіційних матчах у складі національної збірної Швейцарії. Протягом кар'єри у національній команді, яка тривала 9 років, провів у формі головної команди країни 24 матчі, забивши 1 гол.

## Кар'єра тренера
Розпочав тренерську кар'єру невдовзі по завершенні кар'єри гравця, 1993 року, очоливши тренерський штаб клубу «Ешаллан».
Надалі очолював команди клубів «Івердон Спорт», «Серветт» та «Цюрих», команду якого двічі приводив до перемоги в національній першості. Протягом 2007—2009 років тренував берлінську «Герту».
2011 року очолив тренерський штаб «Боруссії» (Менхенгладбах), з якою працював до 2015. Пішов у відставку після перших п'яти матчів Бундесліги 2015/16, які його команда програла.
Протягом 2016—2018 років працював у Франції, де тренував «Ніццу».
22 травня 2018 року повернувся до Німеччини, уклавши дворічний тренерський контракт з дортмундською «Боруссією». У грудні 2020 року був звільнений зі своєї посади.

## Титули і досягнення

### Як гравця
- Чемпіон Швейцарії (1):

«Серветт»: 1984–85

### Як тренера
- Чемпіон Швейцарії (2):

«Цюрих»: 2005–06, 2006–07
- Володар Кубка Швейцарії (2):

«Серветт»: 2000–01
«Цюрих»: 2004–05
- Володар Суперкубка Німеччини (1):

«Боруссія» (Дортмунд): 2019